# Rosy Piacentini
Rose-Marie Piacentini, detta Rosy (Parigi, 17 agosto 1938), è una nuotatrice francese.
Specializzata nel dorso, ha partecipato ai Giochi di Roma 1960, gareggiando nei 100m dorso e nella Staffetta 4x100m mista.